# Посольство України у В'єтнамі
Посольство України у Соціалістичній Республіці В'єтнам (в'єт. Đại sứ Quán Ucraina tại Việt Nam)— дипломатична місія України у В'єтнамі, знаходиться в Ханої.

## Завдання посольства
Основне завдання Посольства України в Ханої представляти інтереси України, сприяти розвиткові політичних, економічних, культурних, наукових та інших зв'язків, а також захищати права та інтереси громадян і юридичних осіб України, які перебувають на території Соціалістичної Республіки В'єтнам.
Посольство сприяє розвиткові міждержавних відносин між Україною і В'єтнамом на всіх рівнях, з метою забезпечення гармонійного розвитку взаємних відносин, а також співробітництва з питань, що становлять взаємний інтерес. Посольство виконує також консульські функції.

## Історія дипломатичних відносин
Після проголошення незалежності Україною 24 серпня 1991 року В'єтнам визнав Україну 27 грудня 1991 року. 23 січня 1992 року між Україною та В'єтнамом було встановлено дипломатичні відносини.
У 1993 році розпочало свою діяльність Посольство СРВ в Україні. Посольство України у В'єтнамі було започатковано у 1997 році.

## Керівники дипломатичної місії
1. Золотов Артур Анатолійович (1997—1999), т.п.[2]
2. Білодід Ростислав Митрофанович (1999—2003)
3. Султанський Павло Олександрович (2003—2008)
4. Довганич Іван Іванович (2008—2010)
5. Шовкопляс Олексій Володимирович (2010—2019)
6. Жинкіна Наталія Вікторівна (2019—2021) т.п.[3][4]
7. Гаман Олександр Віталійович (2021-)[5]

## Почесні консули України у В'єтнамі
- Ву Динь Луєн — Почесний консул України у м. Хошимін (В'єтнам)